# Опашати лъжи
„Опашати лъжи“ (на английски: Pants on Fire) е американски комедиен филм и оригинален филм на Disney XD от 2014 г. на режисьора Джонатан А. Розенбаум, сценарият е на Алекс Креймър, и участват Брадли Стивън Пери, Джошуа Балард, Тайръл Джаксън Уилямс, Бритни Уилсън, Тейлър Ръсел и Никълъс Кумбе.  Премиерата на филма е излъчена по каналите на Disney XD в САЩ и Канада на 9 ноември 2014 г., и в Австралия на 6 февруари 2015 г.

## В България
В България филмът е излъчен на 20 юни 2015 г. по локалната версия на Дисни Ченъл с нахсинхронен дублаж на български език, записан в студио „Александра Аудио“. Екипът се състои от:
| Изпълнителен продуцент | Васил Новаков |
| Преводач               | Йоанна Йорданова |
| Озвучаващи артисти     | Васил Пейков Константин Каракостов Илиян Михайлов Калия Калчева Цветослава Симеонова Елена Пеева Десислава Чардаклиева Христо Бонин Петър Върбанов Георги Стоянов Петър Бонев Момчил Степанов |
| Тонрежисьор            | Мартин Станев |
| Режисьор на дублажа    | Василка Сугарева |